# Famous Stars and Straps
Famous Stars and Straps, ett klädmärke i punk- och hiphopstil som startades av Travis Barker trummis i bandet Blink 182. 1999 började allt med att Travis startade en skateboardbutik i Riverside Kalifornien. Travis berättade för sin goda vän Mark Hoppus att han skulle skapa ett märke som skulle sälja schysta skärp, t-shirts och andra produkter som inte är relaterade till något, utan som många typer av stilar och människor skulle känna sig hemma i. 
Märket stöds av många kända personer från olika typer av livsstilar. Allt ifrån skateboardåkare till motocrossåkare och bmx-åkare, samt många trummisar, punkrockare och folk från hiphop-kulturen.
Som Mark Hoppus, basist i Blink 182 själv sade: The cool kids wearing Famous Stars And Straps and the people that is living outside of normal.